# L'Amant de Lady Loverly
Pour plus de détails, voir Fiche technique et Distribution.
L'Amant de Lady Loverly (The Law and the Lady) est un film américain réalisé par Edwin H. Knopf, sorti en 1951.

## Fiche technique
- Titre : L'Amant de Lady Loverly
- Titre original : The Law and the Lady
- Réalisation : Edwin H. Knopf
- Scénario : Leonard Spigelgass et Karl Tunberg d'après la pièce The Last of Mrs. Cheyney de Frederick Lonsdale
- Production : Edwin H. Knopf
- Société de production : MGM
- Musique : Carmen Dragon
- Photographie : George J. Folsey
- Montage : William B. Gulick et James E. Newcom
- Direction artistique : Daniel B. Cathcart et Cedric Gibbons
- Décorateur de plateau : Jack D. Moore et Edwin B. Willis
- Costumes : Walter Plunkett et Gile Steele
- Pays d'origine : États-Unis
- Format : Noir et blanc - Son : Mono (Western Electric Sound System)
- Genre : Comédie
- Durée : 104 minutes
- Dates de sortie :
  - États-Unis : 20 juillet 1951
  - France : 2 avril 1952

## Distribution
- Greer Garson : Jane Hoskins
- Michael Wilding : Nigel Duxbury
- Fernando Lamas : Juan Dinas
- Marjorie Main : Julia Wortin
- Hayden Rorke :  Tracy Collans
- Margalo Gillmore : Cora Caighn
- Ralph Dumke : James Horace Caighn
- Rhys Williams : Inspecteur McGraw
- Phyllis Stanley : Lady Sybil Minden
- Natalie Schafer : Pamela Pemberson

Acteurs non crédités :
- Jean Del Val : Concessionnaire du chemin de fer
- Soledad Jiménez : Princesse Margarita
- Stanley Logan : Sir Roland Epping